# Жанай
Жана́й (каз. Жанай) — село у складі Урджарського району Абайської області Казахстану. Входить до складу Єгінсуського сільського округу.
Населення — 815 осіб (2021; 918 у 2009, 1015 у 1999, 1094 у 1989).
Національний склад станом на 1989 рік:
- казахи — 72 %